# Liste der Kellergassen in Karlstetten
Die Liste der Kellergassen in Karlstetten führt die Kellergassen in der niederösterreichischen Gemeinde Karlstetten an.
| Foto |                 | Kellergasse         | Standort                | Beschreibung                                                                                                 |
| ---- | --------------- | ------------------- | ----------------------- | --- |
| ja   | Datei hochladen | Weingarten          | KG: Untermamau Standort | Die 100 Meter lange einseitige Kellergasse liegt an einer Geländekante nordwestlich außerhalb der Ortschaft. |
| ja   | Datei hochladen | Mamauer Kellergasse | KG: Untermamau Standort | Die einseitige Kellergasse führt vom südöstlichen Ortsende entlang der Straße L 5063 Richtung Nordosten.     |
| ja   | Datei hochladen | Schaubinger Kellern | KG: Schaubing Standort  | Zwei verbliebene traufständige Keller befinden sich im Ortsgebiet von Schaubing westseitig an der L5055.     |

| Foto:                    | Fotografie der Kellergasse (Gesamtheit). Klicken des Fotos erzeugt eine vergrößerte Ansicht. Daneben finden sich zwei Symbole: \| Weitere Bilder vorhanden \| Das Symbol bedeutet, dass weitere Fotos des Objekts verfügbar sind. Durch Klicken des Symbols werden sie angezeigt. \| \| Eigenes Foto hochladen \| Durch Klicken des Symbols können weitere Fotos des Objekts in das Medienarchiv Wikimedia Commons hochgeladen werden. \| |
| Name:                    | Bezeichnung der Kellergasse |
| Standort:                | Es ist die Katastralgemeinde (KG) angegeben. Durch Aufruf des Links Standort wird die Lage der Kellergasse in verschiedenen Kartenprojekten angezeigt. |
| Beschreibung             | Kurze Beschreibung der Kellergasse |
| Weitere Bilder vorhanden | Das Symbol bedeutet, dass weitere Fotos des Objekts verfügbar sind. Durch Klicken des Symbols werden sie angezeigt. |
| Eigenes Foto hochladen   | Durch Klicken des Symbols können weitere Fotos des Objekts in das Medienarchiv Wikimedia Commons hochgeladen werden. |

- Karte mit allen Koordinaten:
- OSM |
- WikiMap